# 김병조 (야구 선수)
김병조(金炳助, 1969년 5월 2일 ~)은 전 KBO 리그 해태 타이거즈의 내야수이다.

## 출신 학교
- 성균관대학교